# Foersteria cellularia
Foersteria cellularia är en nässeldjursart som först beskrevs av Agassiz 1865.  Foersteria cellularia ingår i släktet Foersteria och familjen Mitrocomidae. Inga underarter finns listade i Catalogue of Life.